# Петр (Голиней)
Петр Голиней (род. 12 июня 1973 Добротив, УССР) — украинский греко-католический епископ с 2023 года епископ помощник Коломыйской епархии УГКЦ.

## Биография
В 1991-1996 годах учился в Ивано-Франковской богословской академии, получил диплом учитель религии. С 1997 по 2001 год учился в Прикарпатском университете где изучал историю. С 2014 по 2016 год был деканом Яремчанского деканата УГКЦ
С 3 декабря 2021 года канцлер Апостольского екзархата для украинцев-католиков византийского обряда в Италии. С 20 августа 2023 года епископ получил благословение с рук Святослава Шевчукаи епископа Коломыйского Василия